# Josh Moshier
Josh Moshier (* 17. Mai 1986) ist ein US-amerikanischer Jazzpianist, Arrangeur und Komponist.
Moshier erwarb den Bachelor of Arts an der Northwestern University, wo er Jazzpiano bei Joan Hickey, Jazz-Arrangement bei Tom Garling und Orchestrierung bei Aaron Travers studiert hatte. Er schrieb Arrangements für Hal Leonard (All About Trumpet) und komponierte Musik für Harpo Sounds (The Oprah Winfrey Show). Er gehört dem Chicago Jazz Composers Collective an und nahm 2009 mit seinem gemeinsam mit dem Saxophonisten Mike Lebrun geleiteten Chicagoer Quartett das  Debütalbum Joy Not Jaded auf. Mit einem Stipendium der Chamber Music America New Jazz Works schrieb er 2010 die Suite Studs Terkel Project, die von den Werken des Schriftstellers inspiriert ist und im Mai 2011 in Chicago Premiere hat.